# Senna macranthera
Espèce
Classification phylogénétique
Statut de conservation UICN

 LC  : Préoccupation mineure
Senna macranthera est une espèce de plantes à fleurs de la famille des Fabaceae. C'est un arbre originaire d'Amérique du Sud.

## Description
Haut de 6 à 9 m, à feuillage penné caduc, il donne d'abondantes fleurs jaunes de décembre à avril dans son territoire d'origine.

## Répartition
Il est originaire du nord de l'Amérique du Sud.

## Galerie

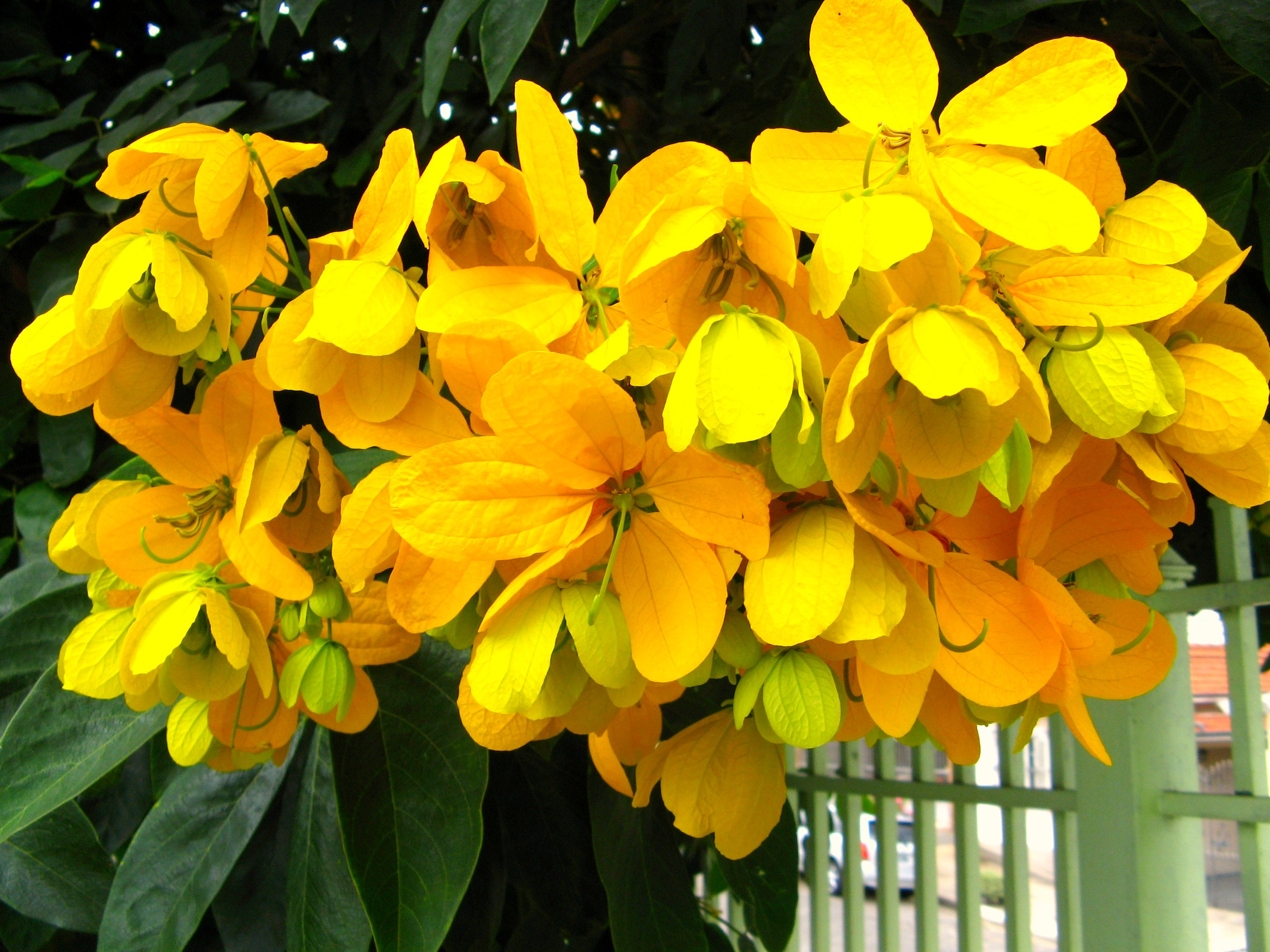
Fleurs.